# Oxid de nichel (II)
Oxidul de nichel (II) este un oxid anorganic cu formula chimică NiO, fiind compus dintr-un atom de nichel și unul de oxigen. Este un compus importat, deoarece este singurul oxid de nichel caracterizat (deși oxidul de nichel (III) Ni2O3 și NiO2 au fost confirmați ). 

## Proprietăți fizice
Forma mineralogică a oxidului de nichel (II), numită bunsenit, este foarte rară. 
Oxidul de nichel (II) este un oxid bazic. Câteva milioane de kilograme sunt produse anual, majoritatea intermediar în producția de aliaje de nichel. 

## Proprietăți chimice
Oxidul de nichel este foarte stabil termic. Doar la temperaturi mai mari de 1230 °C se descompune în nichel metalic și oxigen:
{\displaystyle \mathrm {2NiO\ \rightleftarrows \ 2Ni+O_{2}} }
Reacționează cu acizii
{\displaystyle \mathrm {NiO+2HCl\ {\xrightarrow {\ }}NiCl_{2}+H_{2}O} }
La temperatură, reacționează cu hidroxizii și oxizii metalelor alcaline:
{\displaystyle \mathrm {NiO+2NaOH\ {\xrightarrow {400^{\circ }C}}\ Na_{2}NiO_{2}+H_{2}O} }
{\displaystyle \mathrm {NiO+BaO\ {\xrightarrow {1200^{\circ }C}}\ BaNiO_{2}} }
Poate fi redus cu hidrogen sau alți agenți reducători (C, Mg, Al):
{\displaystyle \mathrm {NiO+H_{2}\ {\xrightarrow {200-400^{\circ }C}}\ Ni+H_{2}O} }
În reacție cu oxizii acizi formează săruri
{\displaystyle \mathrm {2NiO+SiO_{2}\ {\xrightarrow {1200^{\circ }C}}\ Ni_{2}SiO_{4}} }